# Xoáy thuận nhiệt đới ở Nam Đại Tây Dương

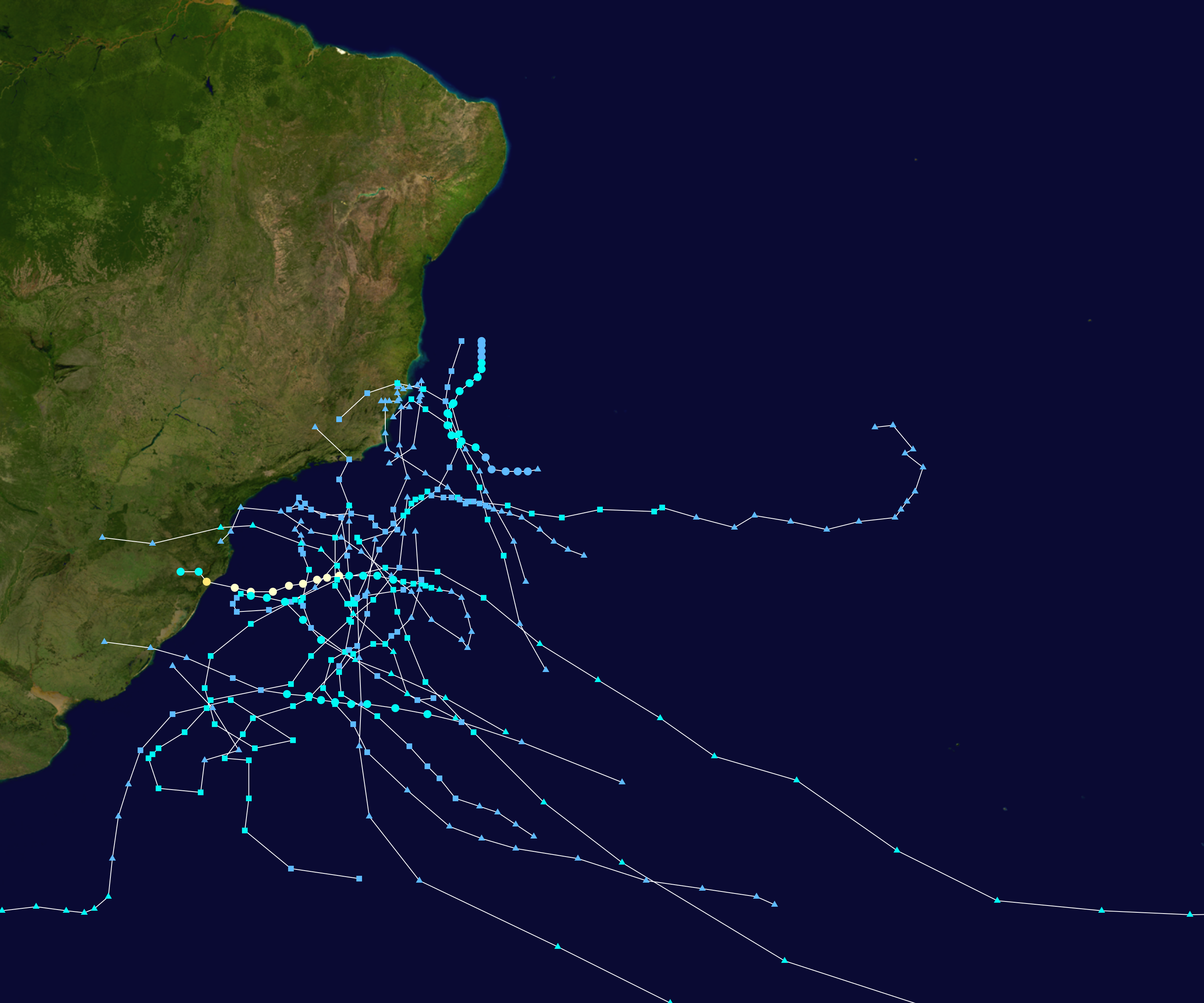
Quỹ đạo của tất cả các cơn bão trong khu vực từ trước tới nay.

Mùa bão tại Nam Đại Tây Dương là các sự kiện thời tiết bất thường xảy ra ở Nam bán cầu. Do khu vực này có gió đứt mạnh, làm phá vỡ sự hình thành các xoáy thuận, đồng thời còn thiếu các nhiễu động thời tiết cần cho sự phát triển bão, mọi hệ thống nhiệt đới mạnh nào diễn ra tại đây đều cực kỳ hiếm khi xảy ra; Bão Catarina năm 2004 là cơn bão nhiệt đới Nam Đại Tây Dương duy nhất được ghi lại trong lịch sử. Các cơn bão ở Nam Đại Tây Dương được phát triển quanh năm, hoạt động nhất là vào các tháng từ 11 đến tháng 5. Từ năm 2011, Trung tâm Thủy văn Hải quân Brazil chỉ định tên để đặt cho các hệ thống nhiệt đới và cận nhiệt đới ở phía tây của vùng bão Nam Đại Tây Dương, gần bờ biển phía đông của Brazil, khi chúng đạt sức gió duy trì ít nhất 65 km/h (40 mph), thường được chấp nhận là tốc độ gió duy trì tối thiểu để vùng nhiễu động được coi là bão nhiệt đới ở vùng Bắc Đại Tây Dương. Dưới đây là danh sách các xoáy thuận nhiệt đới và cận nhiệt đới ở Nam Đại Tây Dương.

## Danh sách xoáy thuận nhiệt đới được đặt tên

### Bão xoáy rất mạnh Catarina (2004)
- Bão Catarina là 1 cơn xoáy thuận nhiệt đới cực kì hiếm gặp ở Nam Đại Tây Dương.[1]

## Mùa bão và tên bão
Các tên sau đây do Dịch vụ Khí tượng Hàng hải của Trung tâm Thủy văn Hải quân Brazil công bố và được sử dụng cho các cơn bão nhiệt đới và cận nhiệt đới hình thành ở khu vực phía tây 20ºW và phía nam xích đạo ở Nam Đại Tây Dương. Được công bố lần đầu tiên vào năm 2011, danh sách này đã được mở rộng từ mười lên mười lăm tên vào năm 2018. Các tên được xếp theo thứ tự bảng chữ cái và được sử dụng theo thứ tự luân phiên bất kể năm. Tên của các hệ thống nhiệt đới hoặc cận nhiệt đới quan trọng sẽ bị loại bỏ.
| - Arani (2011) - Bapo (2015) - Cari (2015) - Deni (2016) - Eçaí (2016) | - Guará (2017) - Iba (2019) - Jaguar (2019) - Kurumí (2020) - Mani (2020) | - Oquira (2020) - Potira (2021) - Raoni (2021) - Ubá (2021) - Yakecan (2022) |

- Bão Chalane đi từ Tây Nam Ấn Độ Dương sang.